# Ленточно-тележечный конвейер
Ле́нточно-теле́жечный конве́йер — разновидность ленточного конвейера, у которого тягово-несущая лента лежит на ходовых опорах-тележках и перемещается вместе с ними.
Этот вид конвейеров позволяет транспортировать скальные породы, размеры отдельных кусков которых соразмерны с шириной ленты.
Преимуществами ленточно-тележечного конвейера в сравнении с конвейером ленточным является меньший коэффициент сопротивления движению (0,02) и большая долговечность ленты при транспортировании скальных грузов.
Использование ленточно-тележечных конвейеров создаёт возможность обеспечения поточной технологи подземной добычи твёрдых руд. Перспективным является использование этого вида конвейеров на открытых горных работах при циклично-поточной технологии для транспортирования крупнокусковой породы и руды без повторного дробления.